# 상처 뿐인 훈장
《상처 뿐인 훈장》(영어: Jacknife)은 미국에서 제작된 데이비드 휴 존스 감독의 1989년 드라마 영화이다. 로버트 드니로, 에드 해리스, 캐시 베이커 등이 출연하였고, 캐럴 바움 등이 제작에 참여하였다.

## 출연진
- 로버트 드니로
- 에드 해리스
- 캐시 베이커
- 조던 런드
- 찰스 S. 더턴
- 브루스 램지
- 제슬린 길시그
- 조시 파이스
- 라우던 웨인라이트 3세
- 월터 매시

## 기타 제작진
- 배역: 주디 코트니, D.L. 뉴턴
- 미술: 에드워드 피소니
- 의상: 제인 그린우드